# 冰星球
《冰星球》（Ice Planet），是一部2001年的加拿大-德国科幻电影，预定作為电视连续剧的试播电影而制作。这部电影由温里希·科尔贝（Winrich Kolbe）执导，演员阵容包括韋斯·斯塔蒂（Wes Studi）作为特拉格司令。

## 情节
这部电影发生在联盟与财团之间的毁灭性战争爆发约30年后，这场战争导致10%的地球人口死亡。牛顿五号太空殖民地突然遭到一架巨大的外星飞船袭击，在此过程造成200,000人丧生。这一幕在电影里表现的极其震撼。外星飞船随后消灭木星以及月球Io上的军事基地。基地指挥官诺亚·特拉格（Noah Trager）在最近毕业的太空学员协助下，设法逃到卡特斯·鲁姆拉（Karteez Rumla）教授指挥的位於附近之麦哲伦研究船。Rumla（在军事基地参议员Jeremy Uvan的鼓励下）坚持认为麦哲伦應該继续其最初的机密任务，而不是返回地球。当外星飞船追赶时，当研究船突然因未知的太空现象而被射入超空间时，难民们朝着太空中的第9部分（麦哲伦的最初目的地）前进。在穿越星际空间后，该船被拉向一个身份不明的冰行星，并在此自动降落在火山口中。该行星具有可呼吸的大气层和类似地球的重力，但是未知的力场使麦哲伦和1426难民船上被困在地表之上。行星的轨道也非常不寻常，类似航天器而不是行星。这师主角感到困惑。它距离地球甚至仙女座星系都这么远在天空中看不见。在麦哲伦被困和船员必须应对的事实，返回地球是不可能的。
鲁姆拉向惊讶的机组人员透露，六年前，一颗流星坠毁在苏门答腊的偏远地区。流星包含一个非常古老且耐热的晶体，被地球科学家命名为“ICE-13”，他们发现了晶体结构本身的加密。Rumla设法破解了该代码，并发现其中包含用于建造高级太空船的规范。水晶包含第9区的空间坐标，以及关于空间中一些未定义威胁的可怕警告，因此决定建造麦哲伦星系并发现流星的来源。尽管联盟领导人已获悉这一威胁，但对公众保密该任务。
在麦哲伦船员很快开始探索他们周围的环境。地面测量小组发现了巨大的地下能源网络，其能源位于距船约500公里处。同时，在冰冷的星球周围的轨道上，麦哲伦号发射的两艘侦察飞行器遭到摧毁，牛顿5号和艾奥军事基地的同一架巨大外星飞船的袭击和摧毁。一名飞行员设法将其弹出，麦哲伦救援队试图找到他，并发现了动力源所在的人工洞穴。一个位於美国本土像“ Inaku”这样的部落也住在这里，目前尚不清楚它们是如何在距地球数十亿光年的时间内结束的。最后，发现了一种奇怪的发光的树状结晶生物，对其组织的一小部分样本进行分析后发现了大量有关地球文明的编码信息，包括数十种已灭绝的语言，包括阿拉姆语和苏美尔语。
回到麦哲伦，一种敌对的生命形式突然入侵了船只并绑架了十几个人。据透露，冰冷的星球是外星情报的避风港，但“泽多尼”号现在发现了它们，后者发射了巨大的飞船，并袭击了牛顿五号殖民地。外星人难民出于某些未知目的，故意将麦哲伦运输工具穿越时空。外星人展现了地球被烧成煤渣的景象，但是我们是否看到现在还是未来还不清楚（“你必须扮演自己的角色”，外星人提供）。
由于对麦哲伦的外星人袭击导致十多人被绑架，军方发动了反攻，因为地球上的外星人情报削弱了攻击的泽多尼舰的防御力。这部电影的结局是，冰星球通过另一个太空裂隙被运送到另一个有四个卫星的太阳系中，这些太阳以前是鲁姆拉教授在视野中看到的。

## 演员列表
- 雷纳·舍恩（英语：Reiner Schöne）饰演参议员杰里米·乌凡（Jeremy Uvan）
- Sab Shimono（英语：Sab Shimono）饰演Karteez Rumla
- 詹姆斯·奥谢（James O'Shea）饰演Jaques Caano
- Valeriy Nikolaev饰演Nikolai Blade
- 雷·贝克（英语：Rae Baker）饰演Shinada
- 琥珀·威伦堡（Amber Willenborg）饰演Jeleca Uvan
- 安娜·布鲁格曼（Anna Brüggemann）饰演Eleni
- 格雷戈里·米勒（Gregory Millar）饰演Charles Elchanan Nickels
- 韋斯·斯塔蒂（Wes Studi）饰演司令Trager
- 泽维尔·安德森（Xavier Anderson）饰演值班官员
- 雪莉·布劳顿（Shellye Broughton）饰演Renata Kaylar
- Jaymes Butler饰演Dyomo Malvai
- 斯蒂芬妮·科克（英语：Stephanie_Coker）饰演Exotic Chanteuse
- 马丁·福克饰演Culp
- 弗洛里安·大卫·菲茨（英语：Florian_David_Fitz）饰演Sam Rainsey

## 电视连续剧
CHUM Limited于2005年宣布了由Michael Ironside主演的《冰星球》电视连续剧。该系列的制作被推迟了好几次，但尚未开始。
电视连续剧应围绕诺阿·特拉格海军上将的陪伴，在他的女儿的陪伴下，并沉迷于妻子的神秘谋杀案。妻子带领军事和科学考察队在冰星球上恢复了一个古老的外星人工制品。这个概念是由德国电视制片人和节目主持人Hendrik Hey提出的。制作公司是SpaceWorks Entertainment Inc.（加拿大）和Circles＆Lines GmbH（德国）。
德国广播公司RTL II甚至在节目开始拍摄之前就已经获得了该系列节目的版权。